# 落合村 (秋田県)
落合村（おちあいむら）は秋田県北秋田郡にあった村。現在の北秋田市北西部、阿仁川左岸、秋田内陸縦貫鉄道秋田内陸線合川駅の南西一帯にあたる。

## 地理
- 河川：阿仁川、小阿仁川

## 歴史
- 1889年（明治22年）4月1日 - 町村制の施行により、李岱村、福田村、新田目村、羽根山村の区域をもって発足。
- 1955年（昭和30年）3月31日 - 上大野村・下大野村・下小阿仁村と合併して合川町が発足。同日落合村廃止。